# РоПС
Рованиемен Паласеура (на фински: Rovaniemen Palloseura), или просто РоПС е финландски футболен отбор от град Рованиеми, провинция Лапландия.
Най-високото им постижение са 2-те места през 2015 и в 2018 година. Победител в Купата на Финландия (1986, 2013). Четвъртфиналист в Купата на Носителите на Купи (1987/1988).

## История
Футболен клуб РоПС е основан през 1950 година.
В крайното класиране през 2009 клубът заема последното 14-о място във висшата дивизия на Финландия и изпада в долната група, но на следващия сезон отново се завръща във Висшата лига.
След края на сезон 2011 клубът е отново 12-и във Вейкауслигата и съответно отново изпада в Иконен, но на следващия сезон отново се завръща във Висшата лига.
Серебърен медалист от Финландския шампионат по футбол за 2015 и 2018 години.

## Национални
- Вейкауслига: (Висша лига)
  -  Вицешампион (2): 2015, 2018
  -  Бронзов медалист (2): 1988, 1989
- Купа на Финландия:
  -  Финалист (1): 1986, 2013
  -  Финалист (2): 1962, 1993
- Купа на лигата:
  -  Финалист (2): 1996, 2015
- Иконен: (2 ниво)
  -  Победител (2): 2010, 2012
- Каконен: (3 ниво)
  -  Победител (1): 1978

## Международни
- Купа на носителите на купи (КНК):
  - 1/4 финалист (1): 1987/88

## Български футболисти
- Спас Гигов: 2005 - (9 мача - 1 гол)

## Химн
Химн на клуба се явява песента „Sinisellä Sydämellä“, съавтори и продуценти са двама от музикантите на хевиметъл групата Lordi – Мистър Лорди и Мана – и певецът Марти Серво.